# Jupiter One
Jupiter One este o formație americană indie rock din Brooklyn, New York, înființată în 2003. Albumul de debut poartă numele formației și a fost lansat în 2007 de casa de discuri Cordless Recordings, deținută de Warner Music Group. A fost urmat de Sunshower, lansat în 2009 de Rykodisc.

## În media
Multe dintre piesele lor au fost folosite în jocurile video create de Electronic Arts . „Countdown” a fost folosit în Madden NFL 08, „Turn Up the Radio” în NHL 08, „Fire Away” în Burnout Paradise, și „Unglued”, prezent în FIFA 08. Piesa „Platforma Moon” a fost folosită într-o reclamă pentru mașinile Mazda și în FIFA 09.

## Discografie

### Albume
- Jupiter One EP (2005)
- Magical Mountain and the Floating Hospital (2006)
- Jupiter One (2007)
- The Remix EP (2008)
- Sunshower (2009)

## Legături externe
- Site oficial